# Museo Di
Museo Di es un museo virtual de Chile, siendo la primera experiencia museográfica destinada a rescatar y presentar la historia LGBT del país.

## Historia
El museo, presentado oficialmente el 21 de junio de 2020, fue creado por Fernanda Venegas Adriazola (profesora de Historia y Ciencias Sociales), Tamara Basualto Mena (diseñadora gráfica), Fernanda Martínez Fontaine (licenciada en Historia), Rolando González Rojas (arqueólogo) y Fernanda Rivas Gutiérrez (diseñadora gráfica). El nombre del Museo Di se inspiró en otros museos de su estilo —como por ejemplo el Museo Q de Colombia— y su logotipo representa la apertura de las puertas de un clóset, haciendo referencia a la expresión «salir del clóset».
Mediante publicaciones en Instagram, el museo busca reivindicar distintas historias relacionadas con el devenir de la diversidad sexual en Chile. Las secciones desarrolladas por el museo son: "Memoria Di", destinada a recordar hitos en la historia LGBT; "Ciudad Di", que presenta espacios urbanos relacionados con la diversidad sexual; "Queerstionario", que presenta la vida de distintas personas representantes de la comunidad LGBT; y "Queerizar el Museo", experiencia basada en el Museo Travesti del Perú y que busca resignificar objetos existentes en otros museos o colecciones a través de la pertenencia a la comunidad LGBT y su historia.
En noviembre de 2020 el Museo Di participó del Primer Encuentro de Museos Virtuales junto a Museo del Mundo y Museo Q (Colombia), Humans in Museums y Museu da Pessoa (Brasil); y Museo de los Museos (Chile). En septiembre de 2021 participó del 2º Foro Austral de Museología Contemporánea organizado por la Universidad Austral de Chile.